# Alatau
Alatau (ранее Рахат ТВ, СТВ) — информационно-развлекательный казахстанский телеканал, начавший вещание в 1995 году.

## История
Независимая телекомпания ТОО «Рахат ТВ» основана в 1994 году. Первый выход телеканала «Рахат» в эфир состоялся в апреле 1995 года. В сетку вещания телеканала «Рахат» были включены самые разные продукты: художественные фильмы, документалистику, телесериалы, ток-шоу, телевизионные игры, видеоклипы исполнителей российской и зарубежной эстрады, музыкальные программы, юмористические, новостные, детские развлекательно-образовательные передачи, мультфильмы и мультсериал «Сейлормун». Особой известностью у казахстанского зрителя пользовались программы транслировавшиеся на канале, такие как «Всё кроме политики», «Сами с Усами» с Станиславом Малозёмовым. Наравне с собственным производством телеканал «Рахат», благодаря сотрудничеству с телекомпаниями Российской Федерации, многие годы ретранслировал популярные передачи телеканалов НТВ и ТВ Центр.
Первоначально телеканал вещал в городе Алма-Ате и в Алматинской области. В 2004 году телеканал стал республиканским, открыл вещание в Астане, Атырау, Актау, Павлодаре, Петропавловске, Караганде и Темиртау.
1 сентября 2009 года телеканал «Рахат ТВ» сменил название на «СТВ».
С 31 декабря 2022 года телеканал СТВ прекратил своё вещание в 18:00.
С 30 марта 2023 года телеканал СТВ возобновил своё вещание
C 30 мая 2023 года телеканал провёл ребрендинг — название сменилось на Alatau.
C 7 августа 2023 года телеканал Alatau перешёл в широкоформатное вещание (16:9).

## Программы собственного производства
- «Панорама дня»
- «Панорама недели»
- «Территория происшествий» (бывш. «Полицейский патруль»)
- «Неизведанный Казахстан»
- «Тәулік Тынысы»
- «Апталық шолу»
- «Жұлдыз FM»

#### Ранее транслировавшиеся
- «Будьте красивыми»
- «Зелёный мир»
- «Киноклуб Олега Борецкого»
- «Наш семейный доктор»
- «Стиляги»
- «Странник»
- «Трансмиссия»

## Вещание
Эфирное цифровое вещание велось в формате DVB-T2. Телеканал СТВ также вещал в кабельной сети «Алма ТВ» и в «iDTV» (ТОО «ALACAST» и ТОО «Aziacell»). Спутниковое вещание осуществлялось «OTAU TV».